# Богдан-Воде (комуна)
Богдан-Воде (рум. Bogdan Vodă) — комуна у повіті Марамуреш в Румунії. До складу комуни входять такі села (дані про населення за 2002 рік):
- Богдан-Воде (2560 осіб) — адміністративний центр комуни
- Бочкоєл (851 особа)

Комуна розташована на відстані 388 км на північ від Бухареста, 51 км на схід від Бая-Маре, 113 км на північний схід від Клуж-Напоки.

## Населення
За даними перепису населення 2002 року у комуні проживали 3411 осіб.
Національний склад населення комуни:
| Національність | Кількість осіб | Відсоток |
| -------------- | -------------- | -------- |
| румуни         | 3403           | 99,8%    |
| угорці         | 2              | 0,1%     |
| українці       | 1              | < 0,1%   |

Рідною мовою назвали:
| Мова       | Кількість осіб | Відсоток |
| ---------- | -------------- | -------- |
| румунська  | 3404           | 99,8%    |
| німецька   | 5              | 0,1%     |
| угорська   | 1              | < 0,1%   |
| українська | 1              | < 0,1%   |

Склад населення комуни за віросповіданням:
| Релігія            | Кількість осіб | Відсоток |
| ------------------ | -------------- | -------- |
| православні        | 3128           | 91,7%    |
| греко-католики     | 145            | 4,3%     |
| адвентисти         | 55             | 1,6%     |
| п'ятдесятники      | 18             | 0,5%     |
| римо-католики      | 1              | < 0,1%   |
| не вказали релігію | 6              | 0,2%     |